# Беккер, Жак
Жак Бекке́р (фр. Jacques Becker; 15 сентября 1906, Париж, — 21 февраля 1960, там же) — французский кинорежиссёр и сценарист.

## Биография
В 1930-х работал ассистентом Жана Ренуара. Первый полнометражный фильм снял в 1942 году. В 1943 году, во время нацистской оккупации, провёл год в тюрьме.
Был женат на актрисе Франсуазе Фабиан.
Его сын, Жан Беккер, также стал кинорежиссёром.

## Фильмография
- 1942 — Последний козырь / Dernier Atout
- 1943 — Гупи — красные руки / Goupi Mains Rouges
- 1943 — Дамские тряпки / Falbalas
- 1947 — Антуан и Антуанетта / Antoine et Antoinette
- 1949 — Свидание в июле / Rendez-vous de juillet
- 1950 — Эдуард и Каролина / Édouard et Caroline
- 1952 — Золотая каска / Casque d’or
- 1953 — Не тронь добычу / Touchez pas au grisbi
- 1953 — Улица Эстрапад / Rue de l’Estrapade
- 1954 — Али-Баба и сорок разбойников / Ali Baba et les quarante voleurs
- 1957 — Приключения Арсена Люпена / Les Aventures d’Arsène Lupin
- 1958 — Монпарнас, 19 / Montparnasse 19
- 1960 — Дыра / Le Trou